# Iboudraren
Iboudraren (în arabă أبودرارن) este o comună din provincia Tizi Ouzou, Algeria.
Populația comunei este de 5.398 de locuitori (2008).